# Parque nacional de la Sierra de Bocaina
El Parque Nacional de la Sierra de Bocaina (en portugués, Parque Nacional da Serra da Bocaina) se encuentra en la frontera entre los estados de Río de Janeiro y de São Paulo, en la región sudeste de Brasil. Creado por Decreto Federal en 1971, comprende un área aproximada de 104 mil hectáreas. La sede del parque se encuentra en la ciudad de São José do Barreiro, en el estado de São Paulo.